# Salvador Elizondo Alcalde
Salvador Elizondo Alcalde (Ciutat de Mèxic; 19 de desembre de 1932- 29 de març de 2006) va ser un escriptor, traductor i crític literari mexicà, autor de novel·les com Farabeuf o la crónica de un instante, i de prestigiosos llibres de relats breus, com El retrato de Zoe y otras mentiras i Narda o el verano i El grafógrafo. Va ser considerat l'escriptor més original i avantguardista de la generació dels anys 60 a Mèxic. Va desenvolupar un estil literari cosmopolita, al marge dels corrents realistes i nacionalistes que imperaven en l'època, amb importants influències d'autors com James Joyce o Ezra Pound.

## Biografia
Va néixer a la Ciutat de Mèxic el 19 de desembre de 1932, fill de Salvador Elizondo Pani, diplomàtic i productor de cinema. Des de molt jove va tenir contacte amb el cinema i la literatura. De nen va viure diversos anys en Alemanya, abans de la Segona Guerra Mundial, i va cursar tres anys en una escola militar de Califòrnia. Va fer estudis d'arts plàstiques a la Ciutat de Mèxic i de literatura en les universitats d'Ottawa, Cambridge, La Sorbona, Peruggia i la UNAM. Va ser fundador de les revistes SNOB i NuevoCine, i col·laborador de les revistes Vuelta, Plural i Siempre, entre d'altres.
El 1965 va rebre el Premi Xavier Villaurrutia per la seva novel·la Farabeuf o la crónica de un instante. Fou becari fundador a El Colegio de México, on va cursar estudis de llengua xinesa. Va ser catedràtic de la UNAM i becari de la Fundació Ford per a cursar estudis a Nova York i a San Francisco, becari del Centre Mexicà d'Escriptors 1963-1964, i becari també de la Fundació Guggenheim 1968-1969.
El 1990 va rebre el Premi Nacional de Ciències i Arts en l'àrea de Lingüística i Literatura. Va ser membre, a partir de 1976, de l'Academia Mexicana de la Lengua, va prendre possessió de la cadira XXI el 23 d'octubre de 1980. El 29 d'abril de 1981 va ingressar a El Colegio Nacional amb el discurs de «Joyce y Conrad». Va estar casat en primeres núpcies amb Michele Alban, amb qui va tenir dues filles: Mariana i Piula Elizondo; el seu segon matrimoni va ser amb la fotògrafa mexicana Paulina Lavista.
És el segon escriptor mexicà després d'Octavio Paz a haver rebut a la seva mort un homenatge de cos present al Palau de Belles Arts.

## Obres

### Poesia
- Poemas, 1960,

### Assaig
- Luchino Visconti (crítica), 1963.
- Cuaderno de escritura (crítica y texts), 1969.
- Contextos (articles de crítica), 1973.
- Estanquillo (texts), 1992
- Teoría del infierno, 1993
- Pasado anterior, Fondo de Cultura Económica, Letras Mexicanas, #141. Primera edició, 2007. Conté 119 articles escrits per al periòdic Unomásuno entre 1977 i 1979[5]

### Novel·la
- Farabeuf o la crónica de un instante (novel·la), 1965.
- El hipogeo secreto (novel·la) 1968.
- Elsinore: un cuaderno (relat), 1988.

### Conte
- Narda o el verano (contes), 1966.
- Autobiografía, 1966.
- El retrato de Zoe y otras mentiras (relats), 1969.
- El grafógrafo (texts i relats),1972.
- Antología personal (texts inèdits), 1974.
- Camera lucida (texts), México, 1983.
- La luz que regresa (Texts), 1984.
- La Historia según Pao Cheng, amb il·lustraciones de Diego Molina (México, La Caja de Cerillos Ediciones, 2013)

### Teatre
- Miscast (lírica, comèdia en tres actes), 1981.

### Altres
- Museo poético (antologia de poesia mexicana moderna), 1974.
- Neocosmos (antologia de texts). Aldus, México, 1999.
- Autobiografía precoz, 2000
- Mar de Iguanas (extracte de Autobiografía Precoz editat per Ediciones Atalanta), 2010